# Distretto di Leoncio Prado (Lima)
Il distretto di Leoncio Prado è uno dei dodici distretti della provincia di Huaura, in Perù. Si trova nella regione di Lima e si estende su una superficie di 300,13 chilometri quadrati.
Istituito il 30 gennaio 1953, ha per capitale la città di Santa Cruz.